# Calusa

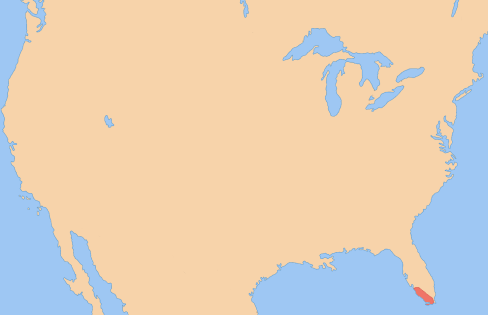
Distribución de los calusa.

Los calusa eran una tribu indígena de la costa de la actual Florida en América del Norte, con una lengua posiblemente muskogi o caribe. Su nombre significaba “pueblo feroz".

## Localización
Vivían en la costa sudoeste de Florida, entre la bahía de Tampa y el cabo Sable, y se extendían hasta el lago Okeechobee.

## Demografía
Se cree que en 1500 eran unos 20 000 individuos (incluso 50 000 según otras fuentes), pero se redujeron a 3000 en 1650. Hoy en día están extinguidos, y los restos de la tribu probablemente se unieron a los semínolas.

## Costumbres
Vivían dispersos en 50 poblados, y para subsistir recurrían al mar más que a la agricultura. Fabricaban herramientas y armas con conchas y espinas de pescado. Sus canoas eran como las de los arawaks, y tenían fama de practicar la piratería, la tortura y el canibalismo. Sus casas estaban en el bosque rodeadas de estacas, y sus edificios sagrados se construían en montículos de cima aplanada. Su caudillo debía casarse con su hermana. 
Eran guerreros feroces. También eran marineros que llevaban sus canoas a lo largo de toda la costa de Florida, y llegaron a asolar las costas de Cuba y del Caribe, donde comerciaban con pescado y ámbar. En su primera época hay evidencias de canibalismo y de sacrificios humanos. Dominaron a otras tribus de la zona, como los mayaimis del lago Okeechobee, los tequestas y los jaegas. Su influencia se extendió a los ais.

## Historia
En 1513 recibieron la visita de Ponce de León, en 1516 la de Diego de Miruelo y en 1517 la de Francisco Hernández de Córdoba. En 1521 el conquistador Ponce de León intentó hacer un asentamiento en territorio calusa en Florida, pero ofendió a los calusas, por lo que fue expulsado tras combate y herido con una flecha envenenada, a causa de la cual murió días después en La Habana. En 1560 les visitaron los jesuitas, pero se pasaron todo el siglo y el siguiente luchando contra los españoles. En 1551-1559 mantuvieron como prisionero a Hernando de Escalante, quien dio abundante información sobre su vida y costumbres.
En el siglo XVIII desaparecieron, probablemente como resultado de las invasiones creeks e inglesas, y se cree que la mayoría fue a Cuba. Aun así, en 1745 muchos fueron esclavizados en las Carolinas.
En la guerra de 1835-1842 ayudaron a los seminolas, y la última mención que se hace de ellos es de 1839, cuando la banda de los muspas atacó al coronel William Harney y mató a 18 soldados. Desde entonces no se supo más de ellos.
En 1884 el arqueólogo Frank Hamilton Cushing encontró restos de su cultura en Key Marco.